# 461
461 (CDLXI, na numeração romana) foi um ano comum do século V do Calendário Juliano, da Era de Cristo, a sua letra dominical foi A (52 semanas) teve início a um domingo e terminou também a um domingo. Segundo o horóscopo chinês, foi o ano do Boi.
| Ano completo                    |
| ------------------------------- |
| Ano comum com início ao domingo |

## Eventos
- 17 de março - Morre São Patrício (St. Patrick), padroeiro da Irlanda
- 10 de Novembro - fim do Papado de Leão Magno que se iniciara em 440.
- 19 de Novembro - É eleito o Papa Hilário.